# Quintessence
Quintessence foi uma banda de rock formada em abril de 1969, por Raja Ram em Notting Hill, Londres, Inglaterra. O estilo era uma mistura de jazz e rock progressivo com influências da música da Índia. Quintessence estava entre as primeiras bandas de rock progressivo que assinaram com a Island Records.

## Discografia
- In Blissful Company (Island Records, 1969)
- Quintessence (Island Records, 1970)
- Dive Deep (Island Records, 1971)
- Self (RCA, 1972)
- Indweller (RCA, 1972)